# I Know You Don't Love Me
"I Know You Don't Love Me" è il terzo e ultimo singolo dall'album di debutto di Tony Yayo, "Thoughts of a Predicate Felon". La canzone contiene G-Unit. 50 Cent canta il ritornello mentre Tony Yayo e Young Buck e Lloyd Banks rappano sulle loro stesse strofe. La canzone racconta la storia di come i rapper siano impegnati in una relazione con la stessa donna, anche se lei non sa che lo sanno, e come sanno che non ama nessuno di loro a causa della sua evidente civetteria e amore per gli altri rapper. Diversi altri rapper e artisti sono menzionati nella canzone insieme ad esempi di ciò che fa che dimostra che non ama veramente nessuno dei suoi uomini, come evidenziato dal ritornello.